# Svizzera ai Giochi della XXII Olimpiade
La Svizzera partecipò ai Giochi della XXII Olimpiade, svoltisi a Mosca, Unione Sovietica, dal 19 luglio al 3 agosto 1980, con una delegazione di 73 atleti impegnati in dieci discipline.